# К (cyrillisch)
К (onderkast к) is een letter van het cyrillische alfabet. Hij wordt als /k/ uitgesproken. Deze letter kan met de latijnse K worden verward.

## Weergave

### Unicode
De К en к zijn in 1993 toegevoegd aan de Unicode 1.0 karakterset.
In Unicode vindt men К onder het codepunt U+041A (hex) en к onder U+043A.

### HTML
In HTML kan men voor К de code &Kcy; gebruiken, en voor к &kcy;.